# Katuwana
Katuwana (Sinhalese: කටුවන බලකොටුව) és un fort del interior de Ceilan, al sud del país (també conegut Fort Catuna o Fort Catoene), que fou construït pels holandesos el 1646.

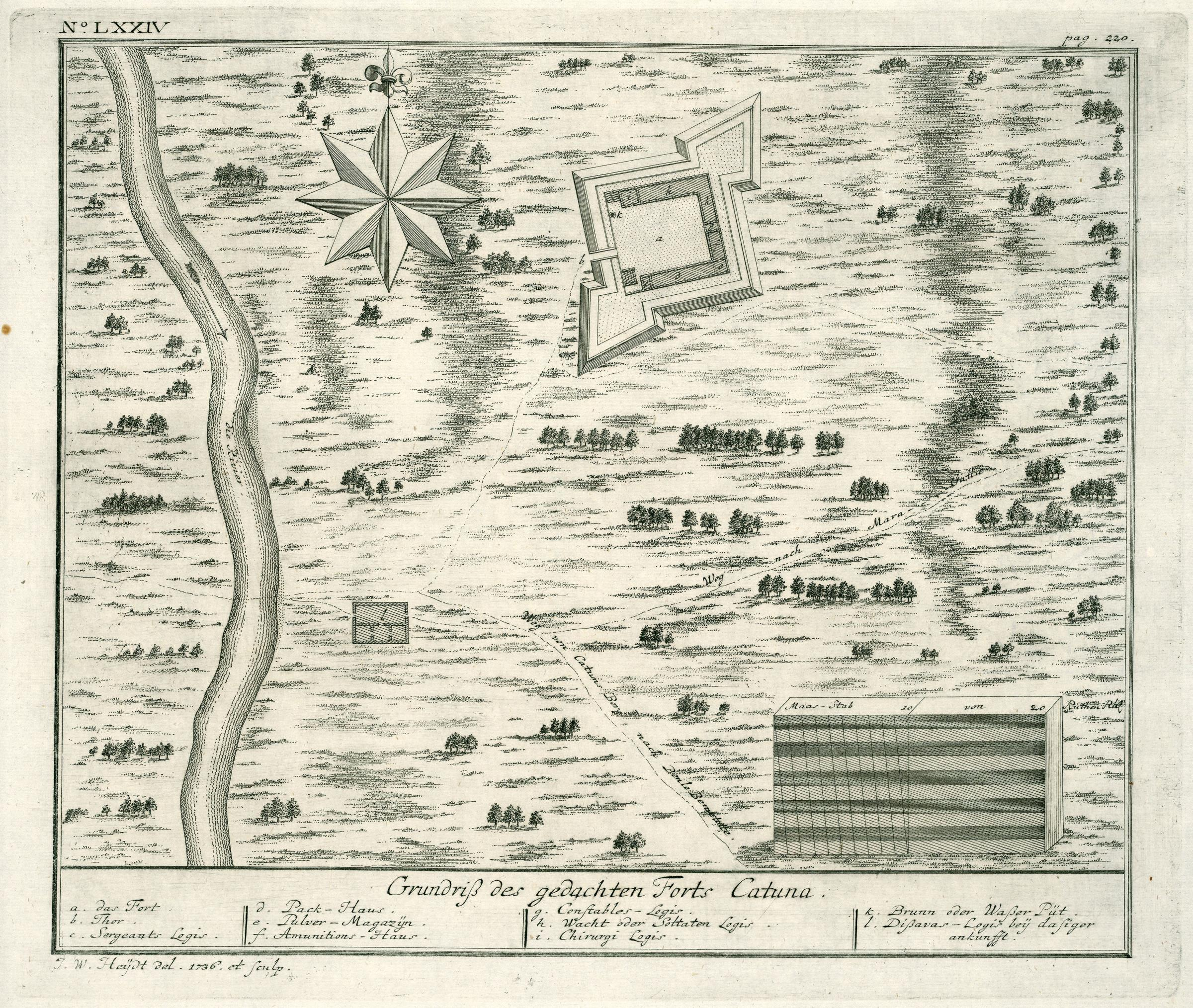
1736, Mapa de Fort Catuna

Els holandesos generalment van construir forts al llarg de les àrees costaneres per protegir ports estratègics i ancoratges d'altres forces colonials, com el portuguès. Tanmateix van construir alguns forts cap al interior, principalment per defensar les terres baixes de la costa d'atacs del regne de Kandy. El fort de Katuwana va ser construït aproximadament a 40 km (25 mi) de Matara, en les muntanyes de Kandy al nord del territori de la Companyia Holandesa de les Índies Orientals.
El fort estava localitzat en el pendent d'un turó, amb muralles de 5 m (16 ft) metres d'altura, una sola porta i un únic accés de 4 m (13 ft) m a dalt. Era de forma diagonal amb dos baluards, cadascun dels quals acomodava sis canons, com a resultat és descrit sovint com a reducte més que com a fort.
El 1761 durant la rebel·lió de Matara el fort va ser capturat per Kirti Sri Rajasinha i les seves forces i en part va ser destruït. Després de l'annexió del regne de Kandy pels britànics el 1815 el fort va perdre el seu valor estratègic i va ser abandonat.